# Den Fynske Forårsudstilling
Den Fynske Forårsudstilling er den ældste kunstnersammenslutning udenfor København. Den blev grundlagt i 1929.
Foreningens første medlemmer bestod primært af A.C. Tersløs' tidligere elever. Senere blev andre mere kendt kunstnere som Johannes Larsen og Fritz Syberg ligeledes indlemmet i sammenslutningen.

## Medlemmer
Af andre (tidligere og nuværende) medlemmer af Den Fynske Forårsudstilling kan nævnes:
- Gerda Andrea (1929-1993)
- John Anderskow (1927-2002)
- Helle Baslund (1955-)
- Jens Bohr (1952-)
- Erik Enevold (1926-)
- Jens Enevold (1959-)
- Palle From (1935-1993)
- P.O Hansen (1927-2020)
- Søren Hillerup Vaag (1961-)
- Thorkild Knudsen (1912-1998)
- Henry Larsen (1928-1999)
- Knud Aage Larsen (1900-1979)
- Poul Lee (1951-)
- Eiler Madsen (1939-)
- Keld Moseholm (1936-)
- Rasmus Nellemann (1923-2004)
- Bjørn Nordahl (1939-2012)
- Otto Petersen (1902-1995)
- Thorvald Petersen (1899-1988)
- Christian Pedersen-Bellinge (1897-1984)
- Hanne Skyum (1961-)
- Rune G. Sundien (1949-)
- Frede Troelsen (1936-)

## Foreningens formænd
- 1929-1944: Jens Stolt
- 1945-1946: Viggo Bertram Jacobsen
- 1947-1953: Knud Aage Larsen
- 1954-1989: Thorkild Knudsen
- 1990-1994: Gerda Andrea
- 1994-1997: Jens Enevold
- 1998-2001: Frede Troelsen
- 2001-: Villy Pedersen